# Lough Conn
Lough Conn (irsky Loch Con) je jezero v hrabství Mayo v provincii Connacht v Irské republice. Má rozlohu 57 km². Je 13 km dlouhé a dosahuje maximální hloubky 28 m.

## Pobřeží

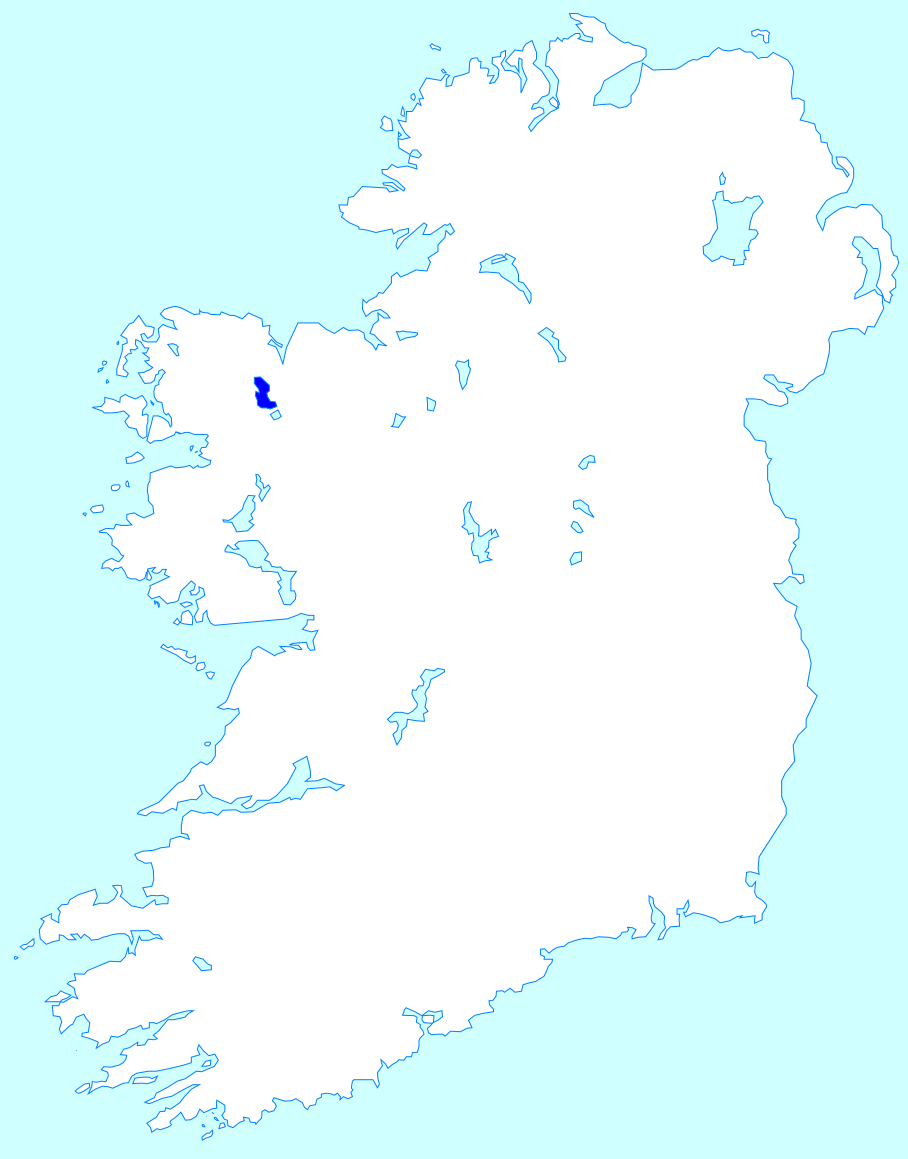
poloha jezera na mapě Irska

Jezero je vápenaté a leží na podkladu karbonických vápenců. V jižní části vystupují skály a žula. Voda v jezeře je průzračná a alkalická.

## Vodní režim
Největší přítoky jsou řeky Deel, Addergoole a Castlehill. Odtok je průtokem do sousedního jezera Lough Cullin na jihu a dále řekou Moy, která ústí do zálivu Killala Atlantského oceánu u města Ballina.

## Využití
Lough Conn známé pro rybáře díky svým lososy a pstruhy. Na jižním břehu jezera Lough Conn leží město Pontoon.